# Ptinus villiger
Ptinus villiger är en skalbaggsart som först beskrevs av Edmund Reitter 1884.  Ptinus villiger ingår i släktet Ptinus och familjen Ptinidae. Arten är reproducerande i Sverige. Inga underarter finns listade i Catalogue of Life.